# Plexus (revue)

Plexus est une revue française bimestrielle consacrée à l'humour et à l'érotisme qui parut à la fin des années 1960. Elle était en fait un dérivé produit par les éditions Retz de Louis Pauwels, la même équipe que la revue Planète. Le numéro 1 paraît en avril-mai 1966. Elle cessa de paraître en juillet 1970, après trente-sept numéros.

## Historique
Planète contenait déjà une rubrique consacrée à l'art et la littérature érotiques. Devant son succès, les éditions Retz créèrent en 1966 la revue Plexus, avec comme sous-titre : "La revue qui décomplexe". Plexus est censurée en 1967, sa vente étant interdite au mineurs pour son caractère pornographique.
Alex Grall était directeur de Plexus au début de la parution. Puis Louis Pauwels prit le relais. Et ensuite Jacques Mousseau fut responsable jusqu'à la fin de la parution. Pierre Chapelot était le directeur artistique de la revue. Le comité de rédaction comprenait Guy Breton, Jean Chouquet, Lo Duca, Jacques Sternberg.

## Contenu
Le rédacteur littéraire de Plexus était Jacques Sternberg. La revue contenait des nouvelles de science-fiction, des articles historiques et philosophiques, ainsi que des séries de photographies érotiques ainsi que des œuvres d'art, par exemple des pin-up de Leonor Fini. Il y avait aussi la bande dessinée Popeye.